# Маріка палестинська
Ма́ріка палестинська (Cinnyris osea) — вид горобцеподібних птахів родини нектаркових (Nectariniidae). Мешкає на Близькому Сході та в деяких районах Центральної Африки. У 2018 році Палестинська національна адміністрація визнала цей вид національним птахом Палестини

## Опис
Довжина птаха становить 9-12 см, розмах крил 14-16 см. Середня вага самців становить 7,6 г, самиць 6,8 г. Дзьоб чорний, відносно довгий, вигнутий. Під час сезону розмноження самці мають темне забарвлення з металевим синім або зеленим відблиском. На боках малопомітні оранжеві плямки. У самиць і молодих птахів верхня частина тіла сіро-коричнева, нижня частина тіла сірувата з жовтуватим відтінком. Самці в негніздовий період мають подібне забарвлення, однак деякі пера у них залишаються темними.

## Підвиди
Виділяють два підвиди:
- C. o. osea Bonaparte, 1856 — від Сирії до Синаю, Ємену і Оману;
- C. o. decorsei Oustalet, 1905 — від Камеруну до південного Судану і північно-західної Уганди.

## Поширення і екологія
Представники номінативного підвиду мешкають на південному заході Сирії, на півдні Лівану, в Ізраїлі, Палестині, на заході Йорданії, на сході і півдні Синайського півострова, на заході Саудівської Аравії, в горах Оману і Ємену. Представники підвиду C. o. decorsei мешкають в Судані, Південному Судані, Центральноафриканській Республіці, Камеруні, Уганді і Демократичній Республіці Конго.
Палестинські маріки мешкають в саванах, сухих тропічних і субтропічних лісах і чагарникових заростях, у ваді, в садах, парках і на плантаціях. Зустрічаються на висоті до 3200 м над рівнем моря.

## Поведінка
Палестинські маріки зустрічаються поодинці, парами або зграйками до 15 птахів. Живляться нектаром, комахами та їх личинками, а також плодами, зокрема плодами фініків. Є важливими запилювачами деяких видів рослин, зокрема Plicosepalus acaciae. Гніздо кошикоподібне з бічним входом, підвішується на гілці дерева або в чагарниках. В кладці від 1 до 3 білих або сіруватих яєць. Інкубаційний період триває 13-14 днів. Пташенята покидають гніздо на 14-21 день.

## Галерея

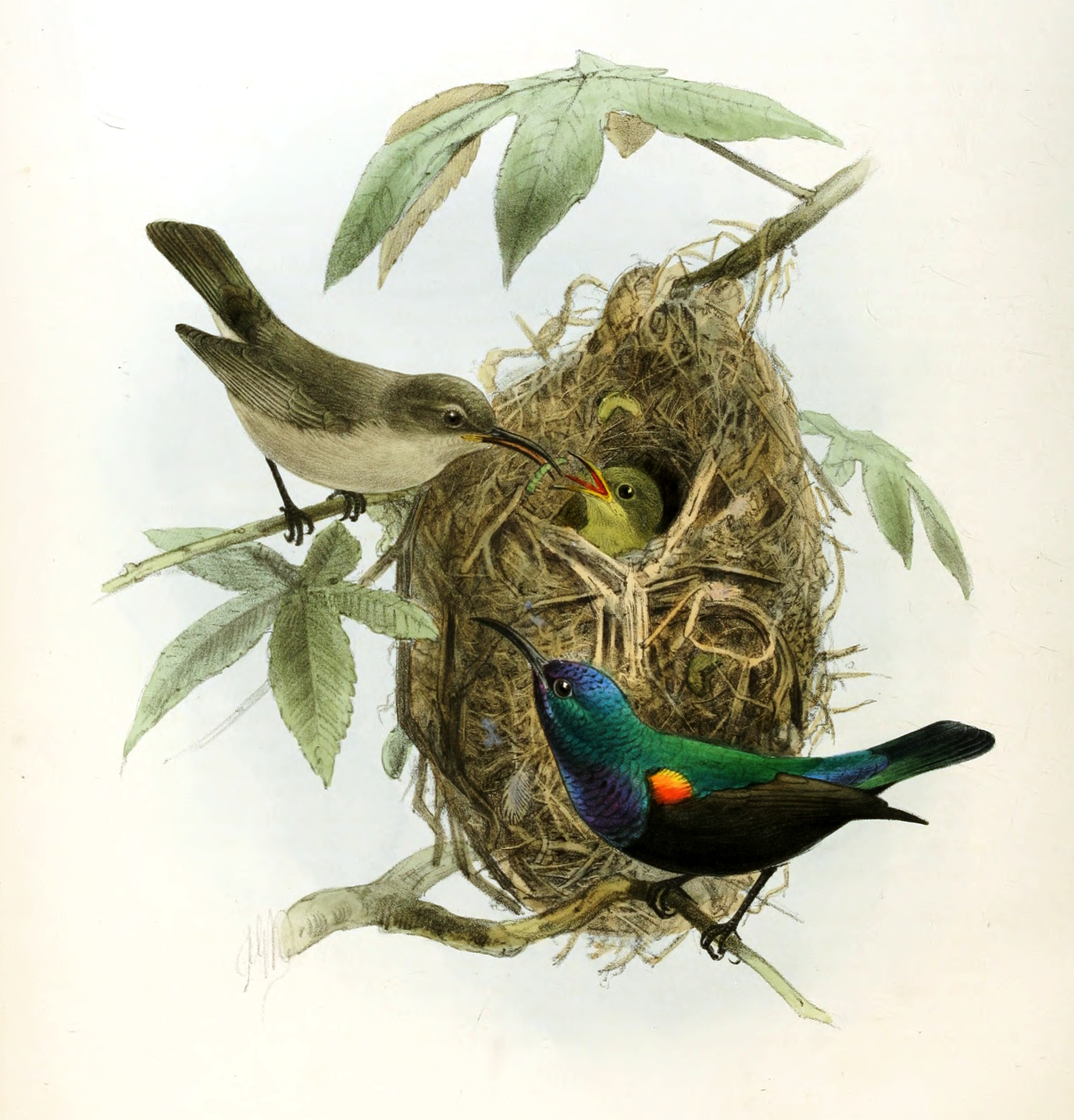
Палестинські маріки
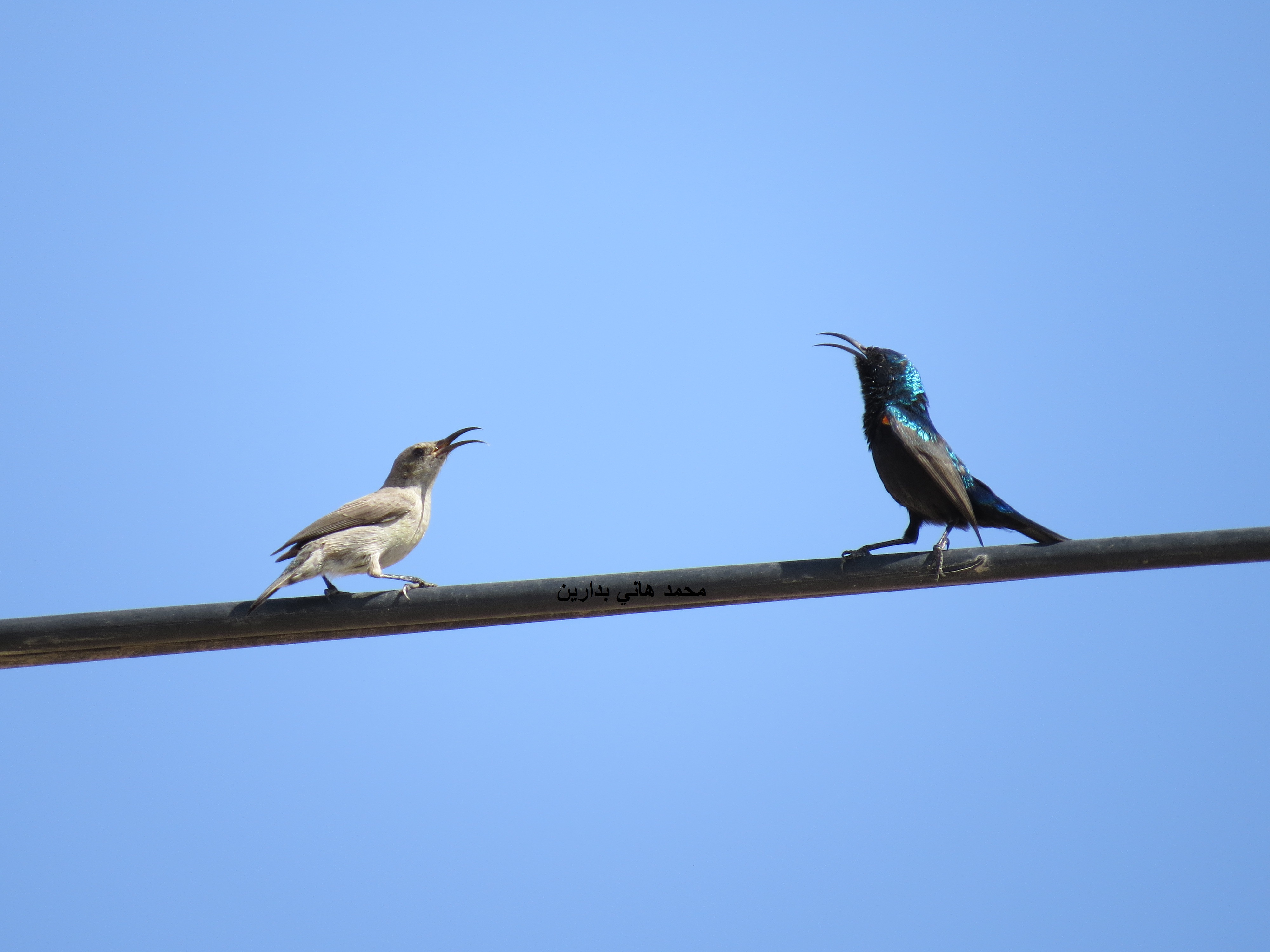
Пара палестинських марік
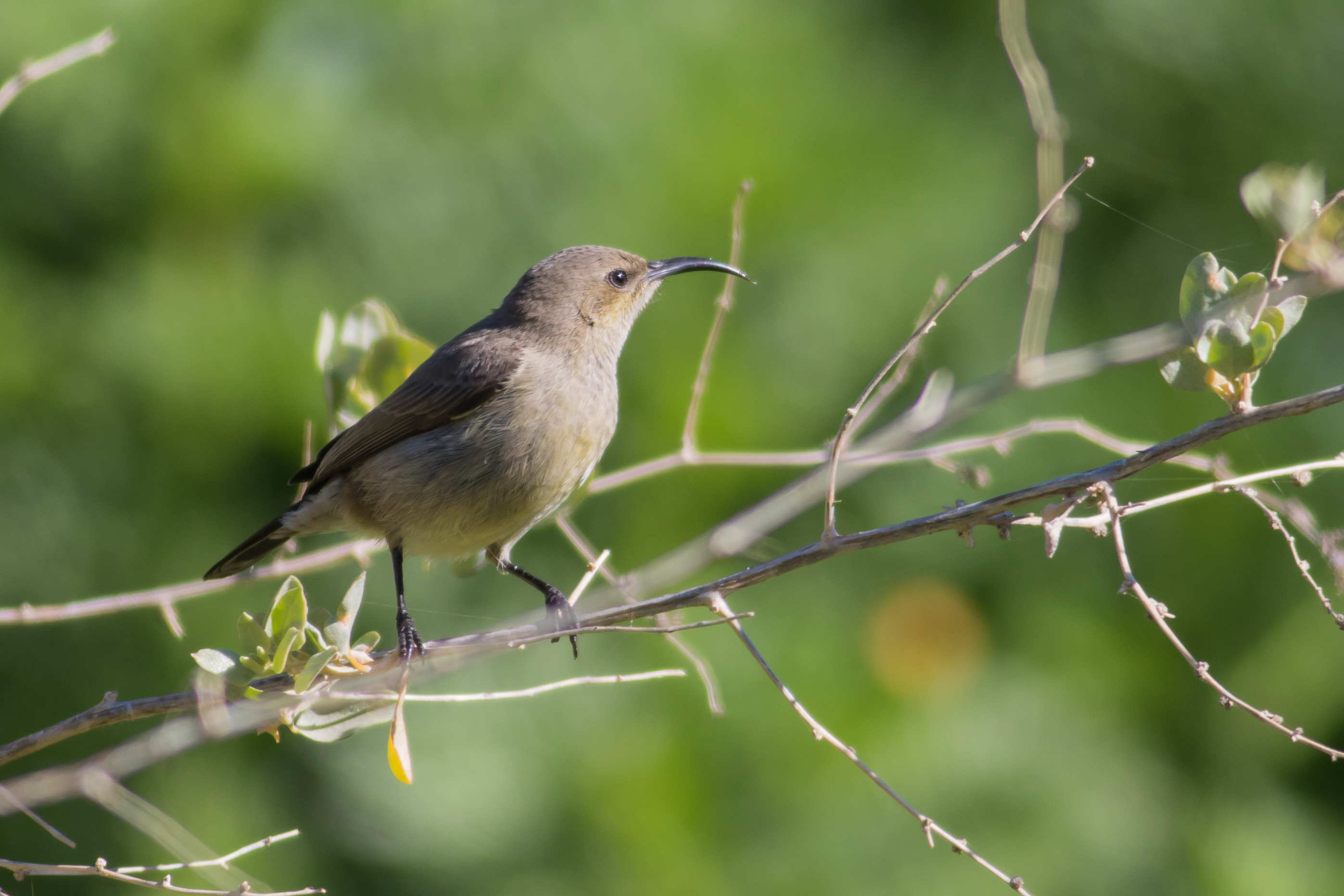
Самиця
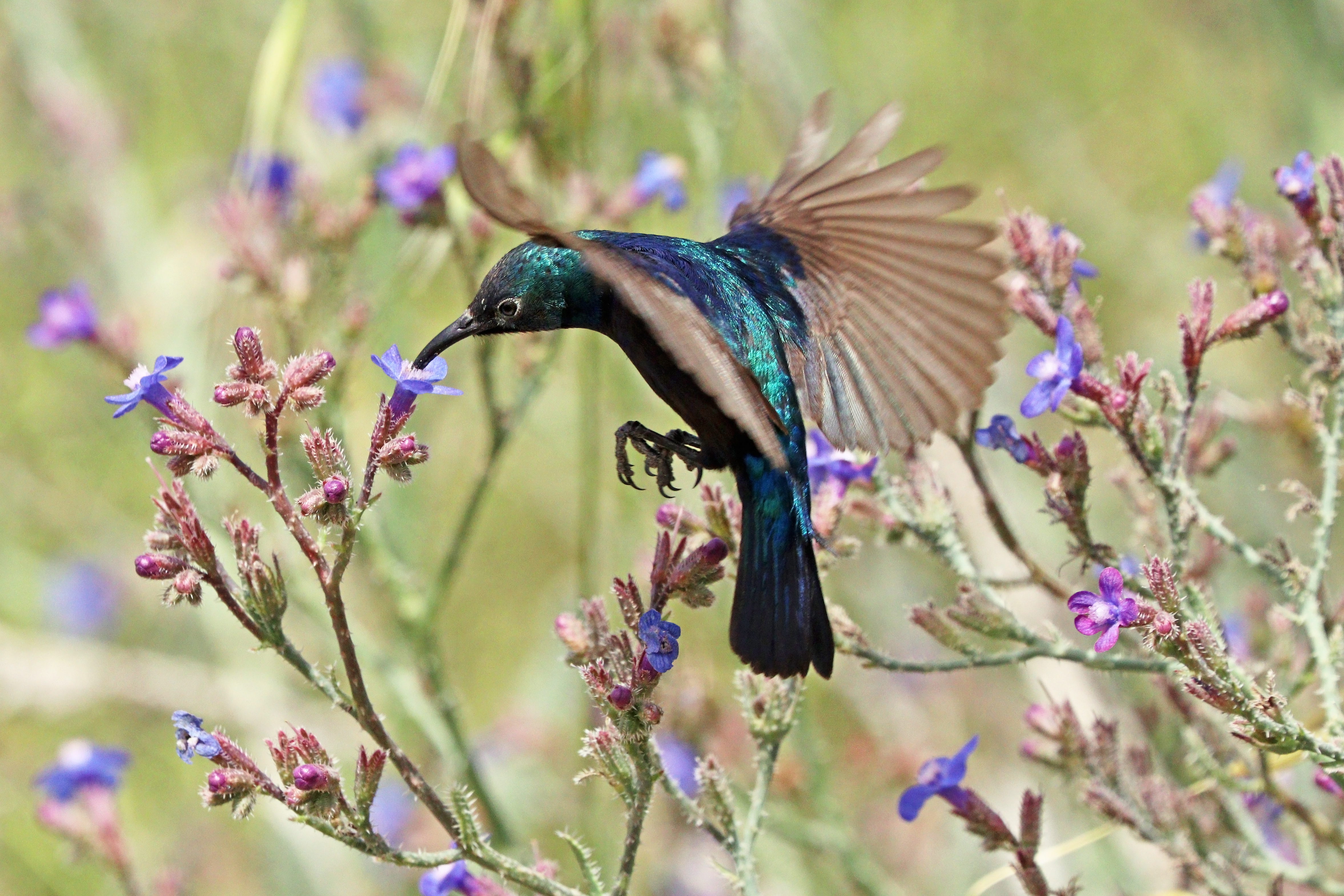
Самець живиться нектаром
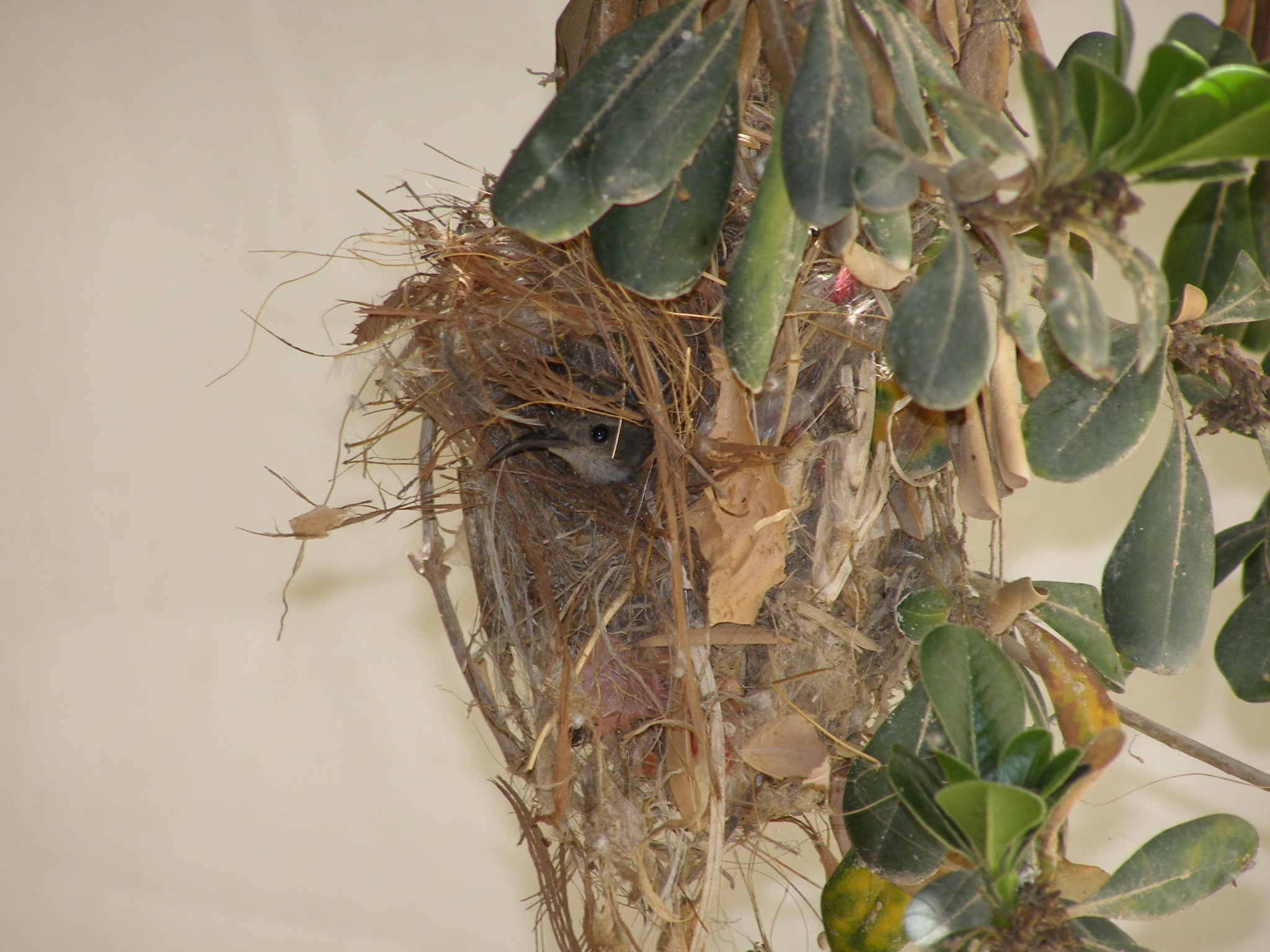
Самиця в гнізді